# Bunar u Grodi u Hvaru
Bunar u Grodi, bunar u predjelu Grodi u gradu Hvaru, zaštićeno kulturno dobro.

## Opis dobra
Komunalni bunar sagrađen u predjelu imena Groda 1475. godine, ima kamenu monolitno klesanu krunu osmerokutnog tlocrta s kružnim otvorom, dimenzije 160 cm, a visine 80 cm. Pod jednostavnom profilacijom na vrhu krune trakasto duž svih poligonalnih polja bio je uklesan natpis, koji je kasnije radiran. Na svakoj plohi poligona nalazi se po jedan reljef, među kojima se posebno ističe sjeverno polje s reljefom krilatog lava sa zatvorenom knjigom sv. Marka, navodno znamenom rata, nad kojim je uklesana godina 1475. Na si i sz polju je grb u obliku štita tipologije „konjska glava“, središnje je polje grba radirano, a bočno su inicijali I. B. koji upućuju na tadašnjeg kneza (Iulius Bolani). Na istočnom, južnom i zapadnom polju reljefno je isklesan cvijet, a na ji i jz polju je znak ljiljana.

## Zaštita
Pod oznakom Z-6975 zaveden je kao nepokretno kulturno dobro - pojedinačno, pravna statusa zaštićena kulturnog dobra, klasificirano kao "profana graditeljska baština".